# Mézières-en-Vexin
Pour les articles homonymes, voir Mézières.
Mézières-en-Vexin est  une commune française située dans le département de l'Eure, en région Normandie.
Ses habitants se nomment les Macériens.

## Géographie

### Localisation
Mézières-en-Vexin est une commune du Vexin normand. Elle est distante de 11 km de Vernon et de 36 km d'Évreux.
Le bois de Mézières occupe une partie importante du territoire de la commune.
| Guiseniers           | Guiseniers                                | Vexin-sur-Epte (comm. dél. de Forêt-la-Folie) |
| Hennezis             | Mézières-en-Vexin                         | Vexin-sur-Epte (comm. dél. de Tourny)         |
| Notre-Dame-de-l'Isle | Vexin-sur-Epte (comm. dél. de Panilleuse) | Vexin-sur-Epte (comm. dél. de Panilleuse)     |

### Hydrographie
La commune est située dans le bassin Seine-Normandie. Elle n'est drainée par aucun cours d'eau,.

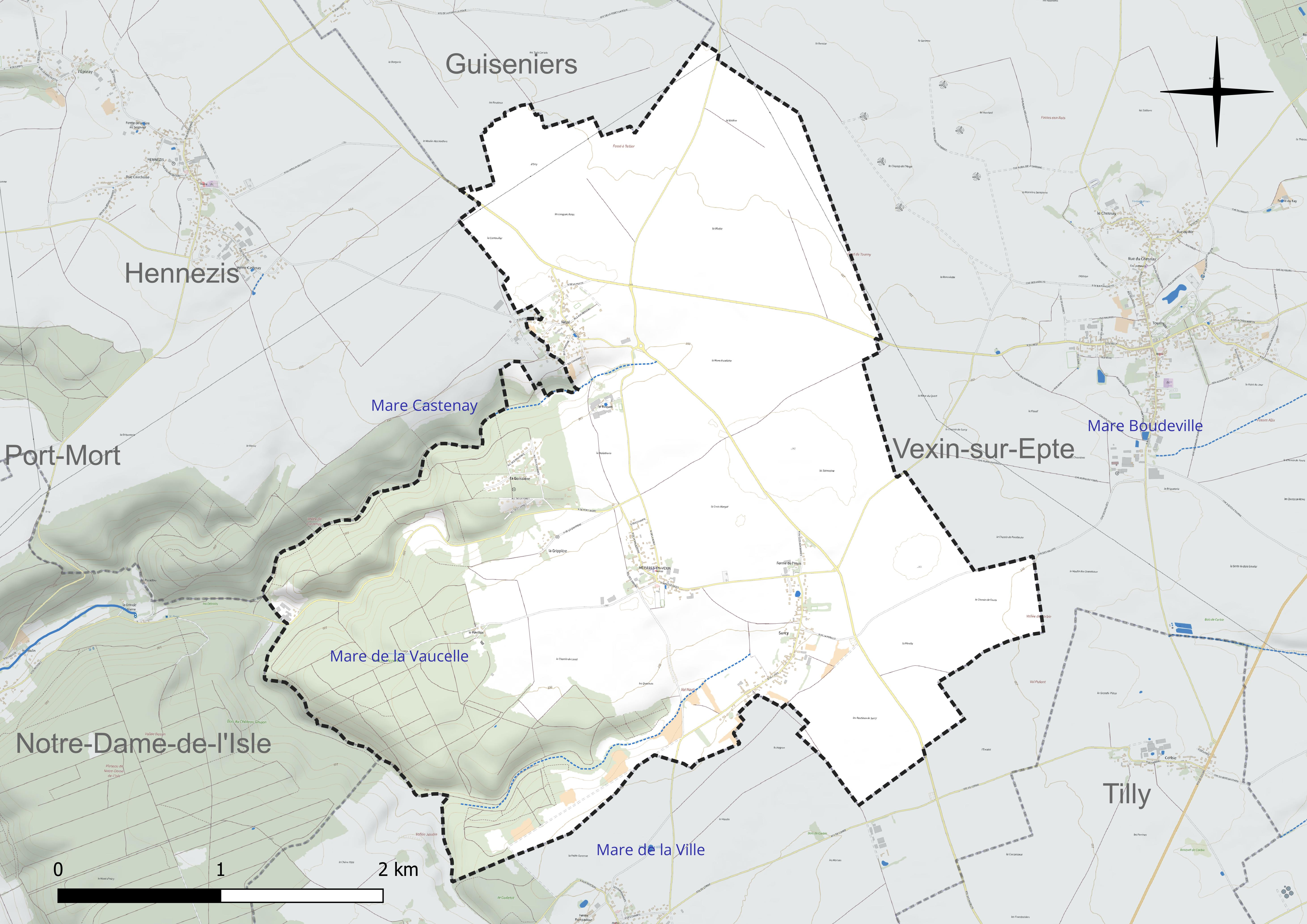
Réseau hydrographique de Mézières-en-Vexin.

Un plan d'eau complète le réseau hydrographique : la mare de la Vaucelle (0 ha),.

### Climat
Pour des articles plus généraux, voir Climat de la Normandie et Climat de l'Eure.
En 2010, le climat de la commune est de type climat océanique dégradé des plaines du Centre et du Nord, selon une étude du CNRS s'appuyant sur une série de données couvrant la période 1971-2000. En 2020, Météo-France publie une typologie des climats de la France métropolitaine dans laquelle la commune est exposée à un climat océanique et est dans la région climatique Sud-ouest du bassin Parisien, caractérisée par une faible pluviométrie, notamment au printemps (120 à 150 mm) et un hiver froid (3,5 °C). Parallèlement le GIEC normand, un groupe régional d’experts sur le climat, différencie quant à lui, dans une étude de 2020, trois grands types de climats pour la région Normandie, nuancés à une échelle plus fine par les facteurs géographiques locaux. La commune est, selon ce zonage, exposée à un « climat des plateaux abrités », correspondant aux plaines agricoles de l’Eure, avec une pluviométrie beaucoup plus faible que dans la plaine de Caen en raison du double effet d’abri provoqué par les collines du Bocage normand et par celles qui s’étendent sur un axe du Pays d'Auge au Perche.
Pour la période 1971-2000, la température annuelle moyenne est de 10,2 °C, avec  une amplitude thermique annuelle de 14,2 °C. Le cumul annuel moyen de précipitations est de 728 mm, avec 11,5 jours de précipitations en janvier et 8,2 jours en juillet. Pour la période 1991-2020, la température moyenne annuelle observée sur la station météorologique la plus proche, située sur la commune de Muids à 16 km à vol d'oiseau, est de 12,0 °C et le cumul annuel moyen de précipitations est de 609,1 mm,. Pour l'avenir, les paramètres climatiques de la commune estimés pour 2050 selon différents scénarios d’émission de gaz à effet de serre sont consultables sur un site dédié publié par Météo-France en novembre 2022.

## Urbanisme

### Typologie
Au 1er janvier 2024, Mézières-en-Vexin est catégorisée commune rurale à habitat dispersé, selon la nouvelle grille communale de densité à 7 niveaux définie par l'Insee en 2022.
Elle est située hors unité urbaine. Par ailleurs la commune fait partie de l'aire d'attraction de Paris, dont elle est une commune de la couronne,.

### Occupation des sols
L'occupation des sols de la commune, telle qu'elle ressort de la base de données européenne d’occupation biophysique des sols Corine Land Cover (CLC), est marquée par l'importance des territoires agricoles (72,1 % en 2018), une proportion sensiblement équivalente à celle de 1990 (72,4 %). La répartition détaillée en 2018 est la suivante : 
terres arables (70,9 %), forêts (24,4 %), zones urbanisées (3,4 %), prairies (1,3 %). L'évolution de l’occupation des sols de la commune et de ses infrastructures peut être observée sur les différentes représentations cartographiques du territoire : la carte de Cassini (XVIIIe siècle), la carte d'état-major (1820-1866) et les cartes ou photos aériennes de l'IGN pour la période actuelle (1950 à aujourd'hui).

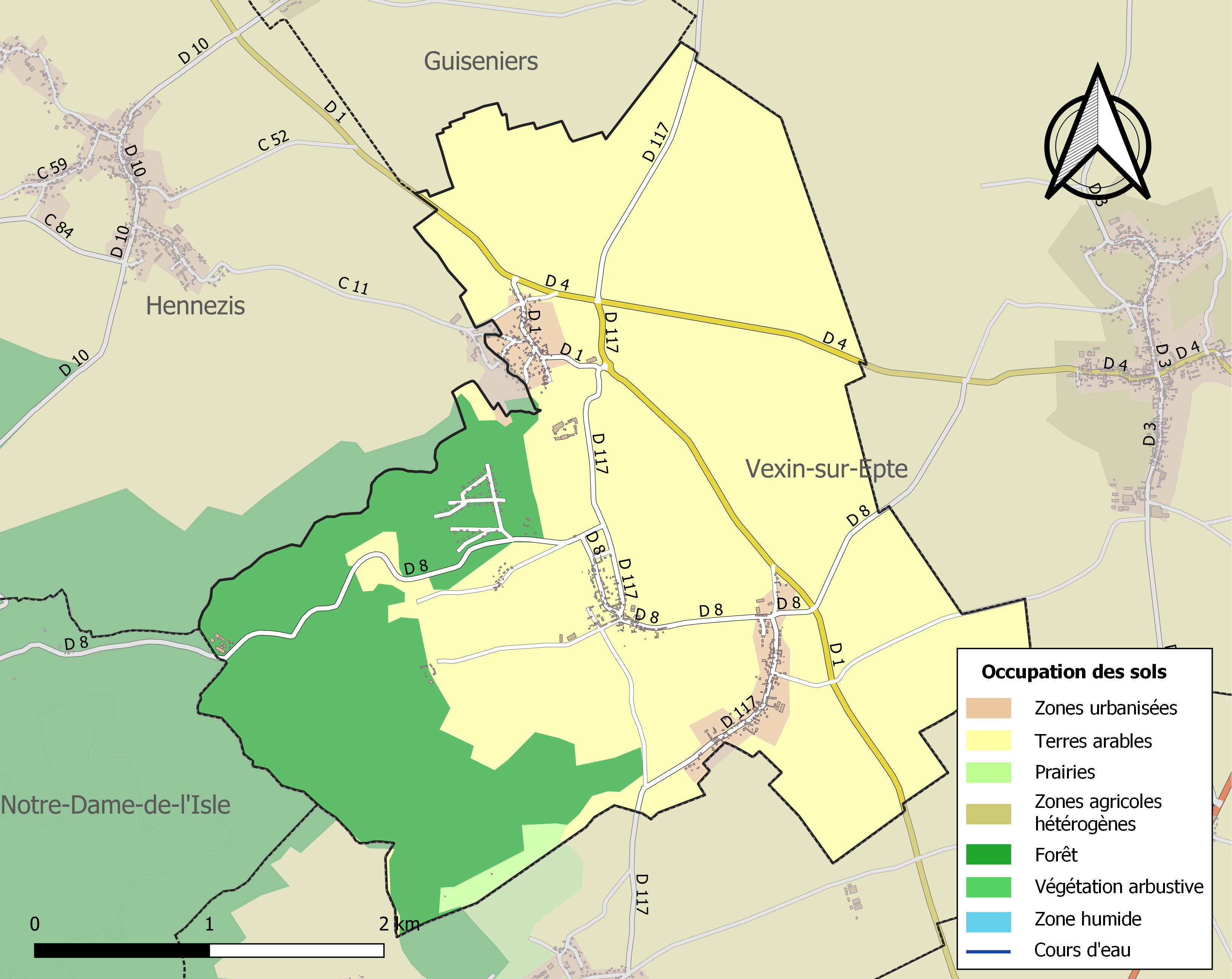
Carte des infrastructures et de l'occupation des sols de la commune en 2018 (CLC).

### Lieux-dits, hameaux et écarts
Plusieurs hameaux composent la commune de Mézières-en-Vexin. Outre Mézières figurent notamment Surcy, Nézé, la Boissière ou encore la Gripière, attesté sous la forme Griperia au XIIe siècle (cartulaire de Jumiéges).

### Habitat et logement
En 2018, le nombre total de logements dans la commune était de 286, alors qu'il était de 283 en 2013 et de 272 en 2008.
Parmi ces logements, 88,1 % étaient des résidences principales, 5,6 % des résidences secondaires et 6,3 % des logements vacants. Ces logements étaient pour 99,7 % d'entre eux des maisons individuelles et pour 0 % des appartements.
Le tableau ci-dessous présente la typologie des logements à Mézières-en-Vexinen 2018 en comparaison avec celle de l'Eure et de la France entière. Une caractéristique marquante du parc de logements est ainsi une proportion de résidences secondaires et logements occasionnels (5,6 %) inférieure à celle du département (6,3 %) mais supérieure à celle de la France entière (9,7 %). Concernant le statut d'occupation de ces logements, 91,3 % des habitants de la commune sont propriétaires de leur logement (92,4 % en 2013), contre 65,3 % pour l'Eure et 57,5 pour la France entière.
| Typologie                                               | Mesnil-Verclives | Eure | France entière |
| ------------------------------------------------------- | ---------------- | ---- | -------------- |
| Résidences principales (en %)                           | 88,1             | 85,4 | 82,1           |
| Résidences secondaires et logements occasionnels (en %) | 5,6              | 6,3  | 9,7            |
| Logements vacants (en %)                                | 6,3              | 8,3  | 8,2            |

## Toponymie
Le nom de la localité est attesté sous la forme Macerias vers 1034, Maseriæ vers 1170 (charte de Henri II).
Du pluriel de l'oïl maisière, masière, mézière « mur (de clôture), maisonnette, masure, ruines, décombres ».
En 1937, la commune, qui s'appelait Mézières, prend le nom de Mézières-en-Vexin.
Le Vexin normand s'étend sur le nord-est du département de l'Eure.

## Histoire
L'histoire de Mézières-en-Vexin remonte aux temps mérovingiens.
La paroisse, dédiée à saint Georges, est citée dans deux diplômes de Pépin le Bref et Charlemagne en 750 et 775, puis en 1030 dans une charte de la cathédrale de Rouen.
Données à l'abbaye Notre-Dame du Bec, au Bec-Hellouin, en 1140, l'église de Mézières ainsi que Notre-Dame de Surcy produisent 1200 livres de rente.
Administrativement, Mézières et Surcy fusionnent le 28 août 1808 pour ne plus former qu'une seule commune.
Vers 1830, Talleyrand, prince de Bénévent, possédait terres et bois à Mézières.

## Politique et administration
| Période                                  | Période                       | Identité       | Étiquette | Qualité                             |
| ---------------------------------------- | ----------------------------- | -------------- | --------- | ----------------------------------- |
| Les données manquantes sont à compléter. |                               |                |           |                                     |
|                                          | 1959                          | René Fournier  | SE        |                                     |
| 1959                                     | 2001                          | Jacques Pineau | SE        |                                     |
| 2001                                     | mai 2020                      | Didier Peltier | UMP → LR  | Agriculteur retraité                |
| mai 2020                                 | En cours (au 12 janvier 2022) | Hubert Pineau  |           | Agriculteur, fils de Jacques Pineau |

## Démographie

### Évolution démographique
L'évolution du nombre d'habitants est connue à travers les recensements de la population effectués dans la commune depuis 1793. Pour les communes de moins de 10 000 habitants, une enquête de recensement portant sur toute la population est réalisée tous les cinq ans, les populations de référence des années intermédiaires étant quant à elles estimées par interpolation ou extrapolation. Pour la commune, le premier recensement exhaustif entrant dans le cadre du nouveau dispositif a été réalisé en 2008.

En 2022, la commune comptait 598 habitants, en évolution de −3,55 % par rapport à 2016 (Eure : −0,25 %, France hors Mayotte : +2,11 %).
| 1793 | 1800 | 1806 | 1821 | 1831 | 1836 | 1841 | 1846 | 1851 |
| ---- | ---- | ---- | ---- | ---- | ---- | ---- | ---- | ---- |
| 453  | 370  | 457  | 630  | 580  | 590  | 555  | 523  | 539  |

| 1856 | 1861 | 1866 | 1872 | 1876 | 1881 | 1886 | 1891 | 1896 |
| ---- | ---- | ---- | ---- | ---- | ---- | ---- | ---- | ---- |
| 543  | 510  | 511  | 521  | 483  | 480  | 473  | 484  | 475  |

| 1901 | 1906 | 1911 | 1921 | 1926 | 1931 | 1936 | 1946 | 1954 |
| ---- | ---- | ---- | ---- | ---- | ---- | ---- | ---- | ---- |
| 465  | 455  | 392  | 379  | 363  | 337  | 353  | 377  | 360  |

| 1962 | 1968 | 1975 | 1982 | 1990 | 1999 | 2006 | 2008 | 2013 |
| ---- | ---- | ---- | ---- | ---- | ---- | ---- | ---- | ---- |
| 345  | 326  | 335  | 466  | 621  | 605  | 635  | 644  | 633  |

| 2018 | 2022 | - | - | - | - | - | - | - |
| ---- | ---- | - | - | - | - | - | - | - |
| 606  | 598  | - | - | - | - | - | - | - |

### Pyramide des âges
En 2018, le taux de personnes d'un âge inférieur à 30 ans s'élève à 28,2 %, soit en dessous de la moyenne départementale (35,2 %). À l'inverse, le taux de personnes d'âge supérieur à 60 ans est de 26,9 % la même année, alors qu'il est de 25,5 % au niveau départemental.
En 2018, la commune comptait 297 hommes pour 309 femmes, soit un taux de 50,99 % de femmes, légèrement inférieur au taux départemental (51,26 %).
Les pyramides des âges de la commune et du département s'établissent comme suit.
| Hommes | Classe d’âge | Femmes |
| ------ | ------------ | ------ |
| 0,3    | 90 ou +      | 0,6    |
| 3,4    | 75-89 ans    | 5,8    |
| 22,9   | 60-74 ans    | 20,7   |
| 26,6   | 45-59 ans    | 23,6   |
| 20,9   | 30-44 ans    | 18,8   |
| 8,4    | 15-29 ans    | 10,4   |
| 17,5   | 0-14 ans     | 20,1   |

| Hommes | Classe d’âge | Femmes |
| ------ | ------------ | ------ |
| 0,6    | 90 ou +      | 1,6    |
| 6,4    | 75-89 ans    | 8,8    |
| 17,3   | 60-74 ans    | 18,1   |
| 20,7   | 45-59 ans    | 20     |
| 18,8   | 30-44 ans    | 18,6   |
| 16,3   | 15-29 ans    | 14,5   |
| 20     | 0-14 ans     | 18,3   |

## Économie
- Agriculture : récoltes de céréales, fourrage, betterave.
- Craie de carrières.

## Vie locale / Informations diverses
- Le saint patron de Mézières est saint Georges.

## Lieux et monuments
- Manoir de Surcy, des XIe (?), XIIIe et XVIe siècles, avec quelques détails architecturaux des XIVe et XVe siècles, inscrit au titre des monuments historiques depuis 1999[25].
- Église Saint-Georges, des XIIIe, XVe, XVIIe et XIXe siècles, recensée à l'inventaire général du patrimoine culturel[26].
- Proximité du sentier de grande randonnée numéro 11.